# Amanecer en puerta oscura
Amanecer en puerta oscura és una pel·lícula espanyola dirigida per José María Forqué i estrenada l'any 1957. El seu títol en anglès és ‘Whom god forgives' (‘Aquells als qui Déu perdona’ o ‘Els perdonats per Déu’). Com a detall curiós tenim a José Luis López Vázquez fent de script en aquesta pel·lícula.

## Argument
Ambientada a l'Andalusia del segle xix, reflecteix la persecució d'unes persones amb delictes de sang que han comès forçats per les circumstàncies. Juan Cuenca, un miner, que ha donat mort al capatàs de la mina i el seu amic, un enginyer que, per defensar-lo, ha matat el cap d'aquesta. Tots ells viuen refugiats en les muntanyes andaluses, perseguits per la Guàrdia Civil, i pretenen embarcar cap a Amèrica.
En la pel·lícula es reflecteix la tradició d'alliberar un pres en la Setmana Santa malaguenya per la imatge de Jesús el Rico.

## Repartiment
- Francisco Rabal - Juan Cuenca
- Luis Peña - Andrés
- Alberto Farnese - Pedro
- Isabel de Pomés - Rosario
- Luisella Boni
- José Marco Davó - (com Marco Davo)
- José Sepúlveda
- Barta Barry
- Josefina Serratosa
- Santiago Rivero
- Ricardo Canales
- Antonio Puga
- Valeriano Andrés
- Rafael Calvo Revilla
- Alfonso Muñoz
- Salvador Soler Marí
- Casimiro Hurtado
- Adela Carboné

## Premis
- El film va rebre l'Ós de Plata en el 7è Festival Internacional de Cinema de Berlín l'any 1957.
- Francisco Rabal va ser guardonat amb la Medalla del Cercle d'Escriptors Cinematogràfics al millor actor.[1]